# Bakonykoppány
Bakonykoppány là một thị trấn thuộc hạt Veszprém, Hungary. Thị trấn này có diện tích 6,83 km², dân số năm 2010 là 188 người, mật độ 28 người/km².